# Girolamo Giovinazzo
Girolamo Giovinazzo (Roma, 10 settembre 1968) è un ex judoka e allenatore di judo italiano.
Giovinazzo ha iniziato la sua carriera da judoka nella società Nadir Roma. Diviene uno dei migliori atleti italiani ed entra nel giro della Nazionale italiana. Nel 1986 entra a far parte, insieme ai fratelli Luciano ed Emilio, del Gruppo Sportivo della Guardia di Finanza, le Fiamme Gialle.
Combatterà nella categoria 60 kg e poi nei 66 kg, dove più volte è salito sul gradino più alto del podio in competizioni nazionali ed internazionali. Fra le medaglie vinte, le più importanti sono l'argento nella categoria 60 kg alla XXVI Olimpiade ad Atlanta ed il bronzo nella categoria 66 kg alla Giochi della XXVII Olimpiade a Sydney.
Il 31 ottobre del 2001 ha deciso di ritirarsi dall'attività agonistica, proseguendo l'attività come Tecnico Federale.

## Palmarès

### Giochi olimpici
- Medaglia d'argento XXVI Olimpiade Atlanta 1996
- Medaglia di bronzo XXVII Olimpiade Sydney 2000

### Giochi del Mediterraneo
- Medaglia di bronzo X Giochi del Mediterraneo Latakia 1987
- Medaglia d'oro XI Giochi del Mediterraneo Atene 1991
- Medaglia d'oro XII Giochi del Mediterraneo Languedoc-Roussillon 1993
- Medaglia d'oro XIII Giochi del Mediterraneo Bari 1997

### Giochi mondiali militari
- Medaglia d'oro II Giochi Mondiali Militari Zagabria 1999
- Medaglia d'oro a squadre II Giochi Mondiali Militari Zagabria 1999

### Campionati europei

#### Individuali
- Campione Europeo Juniores Vienna 1988
- Campione Europeo Seniores Danzica 1994
- Medaglia d'argento Campionati Europei Seniores Bratislava 1999
- Medaglia di bronzo Campionati Europei Seniores Birmingham 1995
- Medaglia di bronzo Campionati Europei Seniores L'Aia 1996
- Medaglia di bronzo Campionati Europei Seniores Ostenda 1997
- Medaglia di bronzo Campionati Europei Seniores Breslavia 2000

#### A squadre
- Medaglia di bronzo Campionati Europei a squadre Ostia 1997
- Medaglia di bronzo Campionati Europei a squadre Villaco 1998
- Medaglia di bronzo Campionati Europei a squadre Istanbul 1999

### Altro
- Medaglia di bronzo Coppa Europa Intersport per Club 1988
- Medaglia di bronzo Coppa Europa Intersport per Club 1989
- Medaglia di bronzo Coppa Europa Intersport per Club 1990
- Medaglia di bronzo Campionati CISM individuali ed a squadre Rio de Janeiro 1989